# جورج بود
كان جورج بود إم دي (23 فبراير 1808 - 14 مارس 1882) طبيبًا إنجليزيًا وكاتبًا طبيًا وأكاديميًا.

## حياته

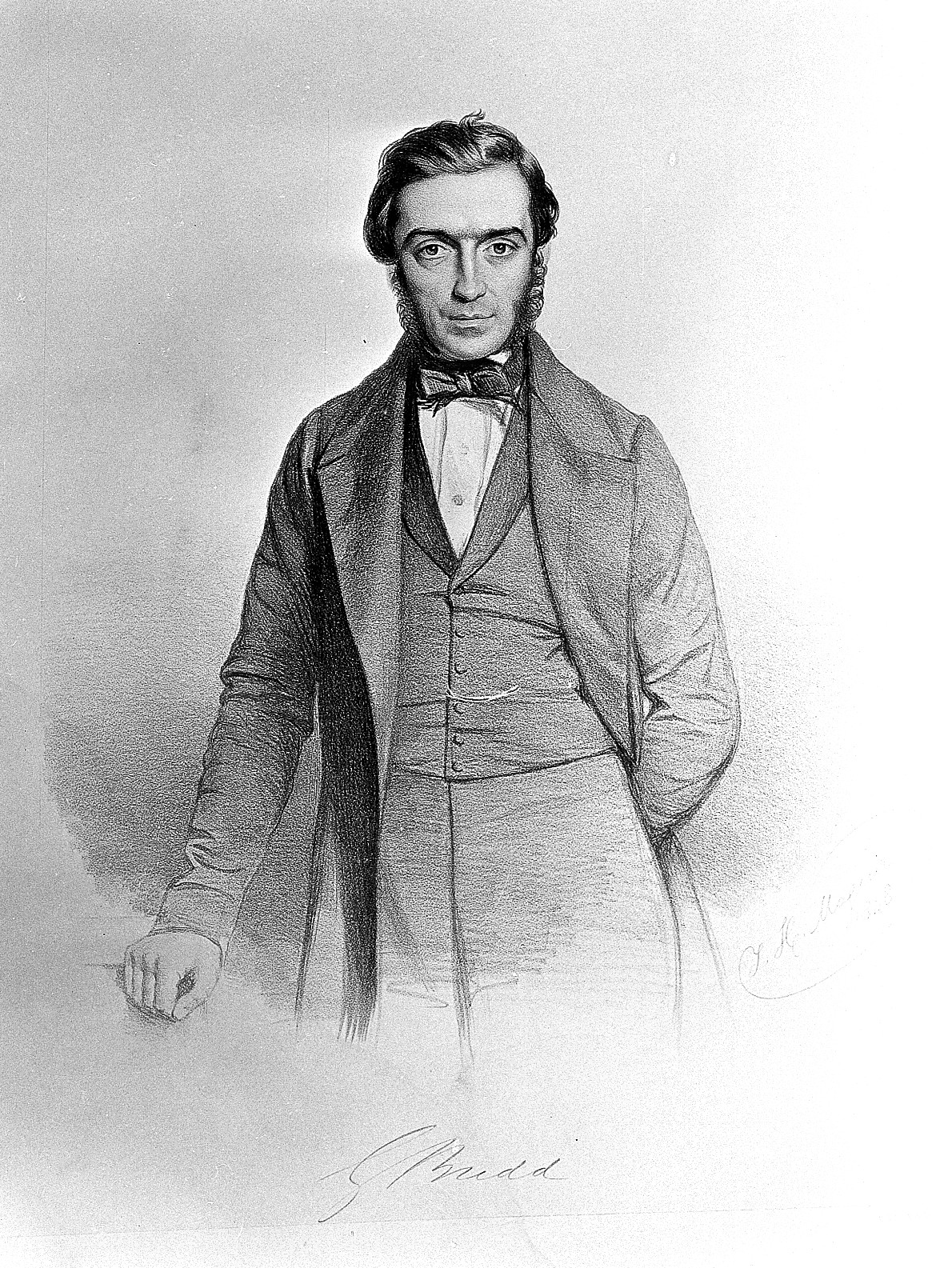
جورج بود

ولد في نورث تاوتون، ديفون، في 23 فبراير 1808، الابن الثالث لصمويل بود، وهو جراح هناك، ومعه ستة أشقاء دخلوا المهنة الطبية، بعد التعليم في المنزل، التحق بكلية سانت جون في عام 1827، وبعد ذلك انتقل إلى كلية كايوس، وأصبح زميلًا لكايوس بعد حصوله على شهادته (ثالث رانجلر، 1831).
تابع بود الدراسات الطبية في باريس وفي مستشفى ميدلسكس في لندن، وانتُخب زميلًا في الجمعية الملكية في عام 1836، وفي عام 1837، بينما كان لا يزال بدرجة الماستر، تم
تعيينه طبيباً لسفينة مستشفى البحارة المدرعة البحرية في غرينتش، هنا مع جورج بوسك قام بالبحث عن الكوليرا، الاسقربوط، وعلم أمراض المعدة والكبد، في عام 1840، تخرج من كلية الطب بجامعة كامبريدج وانتخب أستاذاً للطب في كلية الملك بلندن وفي عام 1841 أصبح زميلًا في الكلية الملكية للأطباء، حيث كان يخضع للرقابة من عام 1845 إلى عام 2007.
في عام 1863 تقاعد بود من أستاذه الطبي في كلية كينجز كوليدج، والذي أصبح زميلًا فخريًا له، وفي عام 1867، في حالة صحية سيئة، تخلى عن ممارسته الكبيرة في لندن، وتقاعد في بارنستابل، في عام 1880، أصبح زميلًا فخريًا لكلية كايوس، كامبردج، بعد أن توقف عن العمل منذ عدة سنوات، عند زواجه، توفي في 14 مارس 1882، عن عمر 74 عامًا.

## أعمال
لاحظ بود أولاً بالكتابة على السماعة كأداة صوتية (الجريدة الطبية، 1837)، نظمت أطروحته الخاصة بأمراض الكبد (1845) المعرفة العملية لأمراض الكبد لمدة جيل، ووصف ما يعرف الآن باسم متلازمة بود تشياري، التي لاحظت بالفعل في عام 1842 من قبل كارل فون روكيتانسكي، وأعقب ذلك أمراض المعدة (1855)، كان تقريره عن حالات الكوليرا في المدرعة البحرية خلال عام 1837، الذي كتبه مع بوسك، وحسابه الإحصائي للحالات التي تم جمعها من سجلات المستشفى نفسه في وباء عام 1832، من الأعمال المعيارية، التي تم تلخيصها في «الكوليرا»، والتي ساهم بها بود، إلى مكتبة ألكساندر تويدي للطب العملي، الواردة له «الاسقربوط».
نشر بود أوراقًا ومحاضرات في المجلات الطبية، لا سيما الجريدة الطبية، بما في ذلك محاضرات جولستون (1843) ومحاضرات كرونيان (1847) في كلية الأطباء.